# Guilty Pleasure
A Guilty Pleasure az amerikai énekes-színésznő, Ashley Tisdale második albuma.
Kiadó: Warner Bros Records. A debütáló szám az It's Alright It's OK, ami a második track a lemezen. Az USA-ban 2009 július 29-én jelent meg, majd később világszerte is boltokba került. A lemezből az első héten 25 000 darabot adtak el, és Billboard 200-as toplistáján a 12. helyen startolt.

## Album háttere
2008 áprilisában, közvetlenül a High School Musical 3 forgatása után Ashley dolgozni kezdett a lemezen. A zenét inspirálta pl. Katy Perry vagy Pat Benatar. A Switch az Ufók a padláson c. film betétdala. 
A Warner egy új imidzst készített Ashleynek, ami rockosabb, felnőttesebb, mint az előző. Először a Cosmopolitan áprilisi számában mesélt Tisdale az albumról: " Trendi, vagány anyagot akartunk készíteni, és szerintem sikerült. "

## Dalszövegek
A Hot Mess egy "szexi motoros srácról szól, aki érdekessé teszi az életet". How Do You Love Someone-ban Tisdale egy lányról énekel, akinek elváltak a szülei (érdekes, hogy Ash szülei 25 éve együtt vannak). Ashley is közreműködött, négy dalnak is ő írta a szövegét(Acting Out, Overrated, What If, Me Without You). A What If, amit Kara DioGuardival írt az egyik legszemélyesebb szám.

## Kritikák
Az Allmusic.com pozitívan fogadta a lemezt, miszerint Tisdale más pop előadókból merítve mégis egyéni zenét csinált. A Digital Spy szerint Ash végre kilépett a HSM-es karaktere miatt lévő skatulyából. Az Entertainment Weekly szerint az album egy Deja Vu érzést kelt, és nem annyira kellemes, mint ahogy a cím mondja ( Bűnös élvezet).

## Tracklista
Standard Edition
| #   | Cím                                 | Hossz |
| --- | ----------------------------------- | ----- |
| 1.  | Acting Out                          | 3:47  |
| 2.  | It's Alright, It's OK               | 2:59  |
| 3.  | Masquerade                          | 2:56  |
| 4.  | Overrated                           | 3:40  |
| 5.  | Hot Mess                            | 3:26  |
| 6.  | How Do You Love Someone             | 3:28  |
| 7.  | Tell Me Lies                        | 3:38  |
| 8.  | What If                             | 4:23  |
| 9.  | Erase and Rewind                    | 3:25  |
| 10. | Hair                                | 3:10  |
| 11. | Delete You                          | 3:33  |
| 12. | Me Without You                      | 4:09  |
| 13. | Crank It Up (featuring David Jassy) | 3:01  |
| 14. | Switch                              | 3:39  |

## Kislemezek
- It's Alright It's OK - 2009 április 14-én debütált, a Billboard kislemez listán 99., az ausztriain 5.
- Crank It Up - 2009 október 17-én, a videóklip pedig október 5-én a Viva-n fog megjelenni. A német Popstars 2009 cd-n is rajta lesz.

## Debütálási lista
Austria: 7; 
Kanada: 15; 
Európa Top 100: 21; 
Németország: 9; 
Olaszország: 51; 
Mexikó: 59; 
Új Zéland: 27; 
Spanyolország: 9;

## Fordítás
- Ez a szócikk részben vagy egészben  a   Guilty Pleasure (album) című angol Wikipédia-szócikk fordításán alapul.  Az eredeti cikk szerkesztőit annak laptörténete sorolja fel. Ez a jelzés csupán a megfogalmazás eredetét és a szerzői jogokat jelzi, nem szolgál a cikkben szereplő információk forrásmegjelöléseként.